# Napoleon Sarony
Napoleon Sarony (9 de marzo de 1821 - 9 de noviembre de 1896) fue un litógrafo y fotógrafo de origen canadiense dedicado a la fotografía de retrato a finales del siglo XIX.
Nació en Quebec pero su familia se trasladó a Nueva York siendo un adolescente. Su padre era litógrafo y él estuvo trabajando como ilustrador para la firma Currier & Ives, después se asoció con Henry B. Major y fundaron la firma Sarony & Mayor en 1846. Sin embargo en 1856 realizó un viaje a Inglaterra y aprendió fotografía de su hermano Oliver Sarony. A su regreso a Nueva York abrió su propio estudio y pronto sus retratos de estudio se hicieron populares.

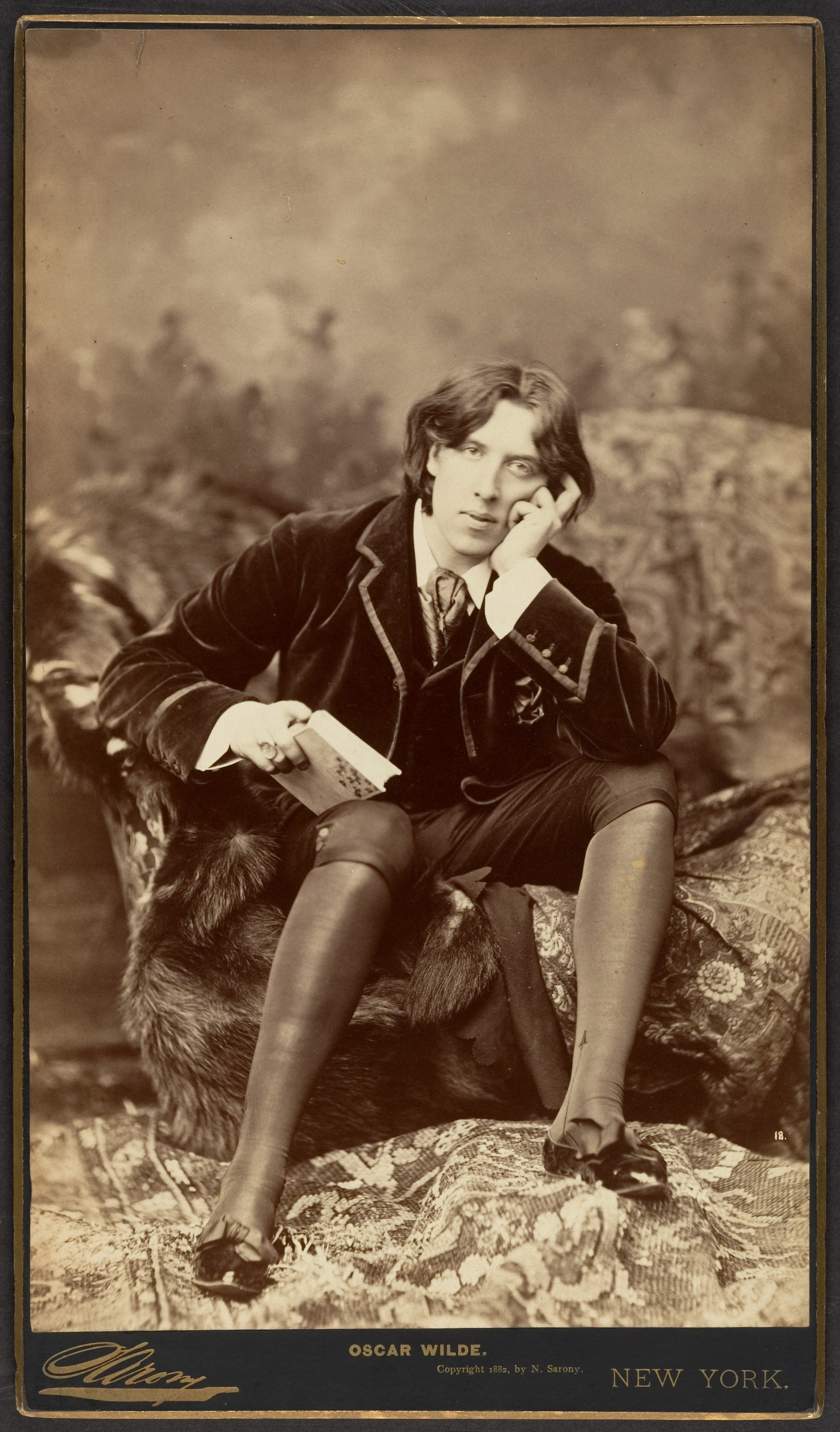
Retrato de Oscar Wilde utilizado en el anuncio de unos almacenes.

Sus retratos los obtenía haciendo posar de una forma determinada a sus modelos, este hecho conllevó importantes críticas al considerarlos muy artificiosos, pero han pasado a la historia como un modo de teatralizar las «poses». Muy conocidos fueron los retratos que realizó a la actriz Sarah Bernhardt recostada y con la mano rozando el suelo y en otras posturas decididas previamente por Sarony, estos retratos de la actriz se han contrapuesto a los realizados por Nadar en los que la actriz aparece con gran naturalidad.
Uno de los retratos que realizó en 1882 a Oscar Wilde, el número 18, fue utilizado en un anuncio sin consentimiento de Sarony por lo que realizó la primera demanda sobre los derechos de autor sobre fotografías en Estados Unidos. La demanda conocida como el caso Burrow-Giles Lithographic Co. v. Sarony llegó a la Corte Suprema de los Estados Unidos y contó con un fallo favorable a Sarony.
Fue enterrado en el cementerio de Green-Wood de Brooklyn, Nueva York.